# (28729) Moivre
(28729) Moivre ist ein Asteroid des Hauptgürtels, der am 11. April 2000 vom italo-amerikanischen Astronomen Paul G. Comba am Prescott-Observatorium (IAU-Code 684) in Arizona entdeckt wurde.
Der Asteroid ist nach dem französischen Mathematiker Abraham de Moivre (1667–1754) benannt, der sich mit der Wahrscheinlichkeitstheorie auseinandersetzte und durch den von ihm formulierten Satz von Moivre bekannt wurde.